# Zbór Kościoła Chrześcijan Baptystów w Grodzisku Mazowieckim
Zbór Kościoła Chrześcijan Baptystów w Grodzisku Mazowieckim – zbór Kościoła Chrześcijan Baptystów znajdujący się w Grodzisku Mazowieckim, przy ulicy Traugutta 40 (teren Grodziskiej Spółdzielni Malwa).
Nabożeństwa odbywają się w każdą niedzielę o godzinie 10:00.